# Møbler til tiden - en film om Børge Mogensen
|  | Denne artikel er oprettet af botten Steenthbot ud fra en ekstern database. Den kan derfor have sproglige fejl eller mangler. Denne skabelon kan fjernes efter kontrol af indholdet. |

Møbler til tiden - en film om Børge Mogensen er en dansk portrætfilm fra 2015 instrueret af Casper Høyberg, Malene Vilstrup og Thomas Mogensen og efter manuskript af Thomas Mogensen.